# Ferdinando Sguerri
Ferdinando Sguerri (Torino, 10 maggio 1930) è un ufficiale italiano.

## Biografia
Dopo essere stato ammesso al corso di complemento per allievi ufficiali piloti ha conseguito il brevetto di volo militare nel luglio del 1953.
Nel febbraio del 1954 è stato assegnato al 4º Stormo caccia entrando nella 73ª Squadriglia.
Quando il 4º Stormo Cavallino Rampante doveva rappresentare l'Italia come pattuglia acrobatica ufficiale, Ferdinando Sguerri fu tra i piloti scelti dal capo pattuglia Aldo Melotti per formare il quartetto nel periodo dal 1956 al 1957.
Gli aerei con cui volava la pattuglia del cavallino rampante di quell'anno erano gli F86 Sabre.
In seguito Sguerri continuò la sua carriera come pilota e come ufficiale, ritirandosi con il grado di Generale di B.A.

## Aerei pilotati
Nella sua carriera ha volato su diversi tipi di aeroplani sia ad elica che a getto, tra cui : FL 3, Macchi 416, Stinson L5, Piaggio P.148, G.46, Fiat G. 59, North American F.51, Dh 100 Vampire, Lockheed T-33/A, North American F.86, F104.